# Кумулин
Кумулин — упразднённое село в Цумадинском районе Дагестана Российской Федерации. Входило в состав сельского поселения Шавинский сельсовет. Упразднено после 2007 года, включено в состав села Шава.

## Географическое положение
Располагалось на территории Бабаюртовского района, на левом берегу канала Шавинский, примыкая с востока к селу Шава.

## История
Образовано как кутан колхозов Цумадинского района на землях отгонного животноводства. Как населённый пункт, зафиксировано в 1989 г. По некоторым сведениям в 2007 году состояло из 45 хозяйств.

## Население
| 1989 | 2002 | 2003 | 2004 | 2007 |
| ---- | ---- | ---- | ---- | ---- |
| 128  | ↗136 | ↗140 | →140 | ↗156 |